# Chiesa di San Liberale
La chiesa di San Liberale è un luogo di culto cattolico ubicato a Pedeserva, frazione del comune italiano di Belluno.
Sorge su una collinetta a circa 510 m s.l.m., dominando da nord il capoluogo e la Valbelluna. Rientra nella parrocchia di Sargnano ed è ancora saltuariamente usata per le funzioni religiose.

## Storia
Nonostante le prime notizie siano molto tarde (1578), San Liberale ha sicuramente origini ben più antiche, precedenti all'anno Mille. In origine era dedicata a san Daniele profeta, già titolare dell'altare maggiore.

## Descrizione
Si tratta di un piccolo edificio con pianta a croce latina, affiancato dalla sacrestia cinquecentesca. L'intonaco delle pareti esterne si è in parte distaccato, mettendo a nudo la struttura muraria a filaretto.
Interessante la copertura, costituita da una particolare struttura in legno ricoperta da lastre in pietra calcarea. L'abside è sopraelevata e sotto il presbiterio si sviluppa una cripta anulare cui si accede mediante uno stretto corridoio.
Le opere qui conservate appartengono a varie epoche storiche. Le più antiche sono un sarcofago e dei frammenti di pluteo del periodo medievale, cui seguono tracce di un ciclo di affreschi quattrocenteschi; si hanno poi decorazioni e affreschi cinquecenteschi e un pregevole altare ligneo del XVII secolo.
Le pertinenze esterne della chiesa sono delimitate da un muro a secco a sostegno di un duplice terrazzamento. Lo spazio era un tempo adibito a cimitero.